# Daniela Marková (sciatrice)
Daniela Marková detta Dana (1985) è un'ex sciatrice alpina ceca.

## Biografia
Attiva in gare FIS dal dicembre del 2000, la Marková ha esordito in Coppa Europa il 5 febbraio 2004 a Lenggries in slalom speciale, senza completare la prova, e in Coppa del Mondo il 17 gennaio 2009 ad Altenmarkt-Zauchensee in combinata, ottenendo quello che sarebbe rimasto il suo miglior piazzamento nel circuito: 40ª.
Ai Mondiali di Garmisch-Partenkirchen 2011, sua unica presenza iridata, si è classificata 30ª nella discesa libera, 49ª nello slalom gigante e 25ª nella combinata; poco dopo, l'11 marzo, ha disputato la sua ultima gara di Coppa del Mondo, lo slalom gigante di Špindlerův Mlýn che non ha completato. Si è ritirata al termine della stagione 2012-2013 e la sua ultima gara è stata lo slalom speciale dei Campionati cechi 2013, disputato a Špindlerův Mlýn il 24 marzo e chiuso dalla Marková al 15º posto.

## Palmarès

### Campionati cechi
- 5 medaglie:
  - 4 argenti (supergigante, slalom gigante nel 2008; supergigante nel 2012; slalom gigante nel 2013)
  - 1 bronzo (supergigante nel 2010)